# 生命電視台
生命電視台，於西元2004年海濤法師及各界人士奉行慈悲守護生命，由胡懋樺籌劃2004年開始向行政院新聞局申請衛星電視台的成立，於是2005年成立生命電視台（LIFE TV）正式在台灣開播。
其台标为毛笔体悉昙文字母“𑖮𑖿𑖨𑖱𑖾”（Hrīḥ，即阿弥陀佛和观世音菩萨的种子字），以深蓝色为底，下方有一朵红色莲花。

## 历史
台灣生命電視台，為佛教弘法訊息整合的大平台，自2004年元月開播以來，獲得各方大德、信眾的熱烈迴響，目前台灣可透過中華電信MOD、網路等方式收看生命電視。海外可透過衛星收視地區包括：馬來西亞、印尼、泰國、越南、菲律賓、緬甸、柬埔寨、新加坡、汶萊、中國大陸、澳門、韓國、日本等地，並透過網路直播全球。電視台以慈悲生命為主軸，每一個精心製作的節目所要傳達的，都是對眾生的愛和對生命的關懷，希望能利用現代科技關懷一切有情眾生，建設覺悟生命的大道場，宣導佛陀慈悲本懷。因此，您只要打開電視，隨時可以接受佛法的薰習和引導。
播出大法座、善知識法語、長老法語、大乘講座、生命講座、弘法行腳、菩提系列以及佛教卡通、佛寺巡禮、素食推廣、佛心花海等各式的弘法、教化節目，期能以多位大德法師的智慧甘露，以及不同類型的節目方式，傳達佛陀的生命教育，以及佛教的歷史與文化。期望所有大德菩薩們一起來護持這塊清淨慈悲的園地，讓生命電視台成為大家的電視台。

## 節目內容
- 愛護生命卡通動畫系列[3]
- LIFE TV慈悲新聞集(慈悲報導)[4]
- 生命法語[5]
- 慈悲法語
- 佛心花海[6]

## 外部連結
- 生命電視台官網 （页面存档备份，存于）
- 生命電視台的Facebook專頁
- YouTube上的生命電視台頻道
- YouTube上的生命電視台24小時直播頻道